# Фінкюм
Фінкюм (нід. Finkum, фриз. Feinsum) — село в нідерландській провінції Фрисландія. Входить до муніципалітету Леуварден.
Його площа становить 3,33км², а населення станом на 2021 рік складало 160 осіб.
Перша згадка про населений пункт датується 1335 роком.

## Галерея

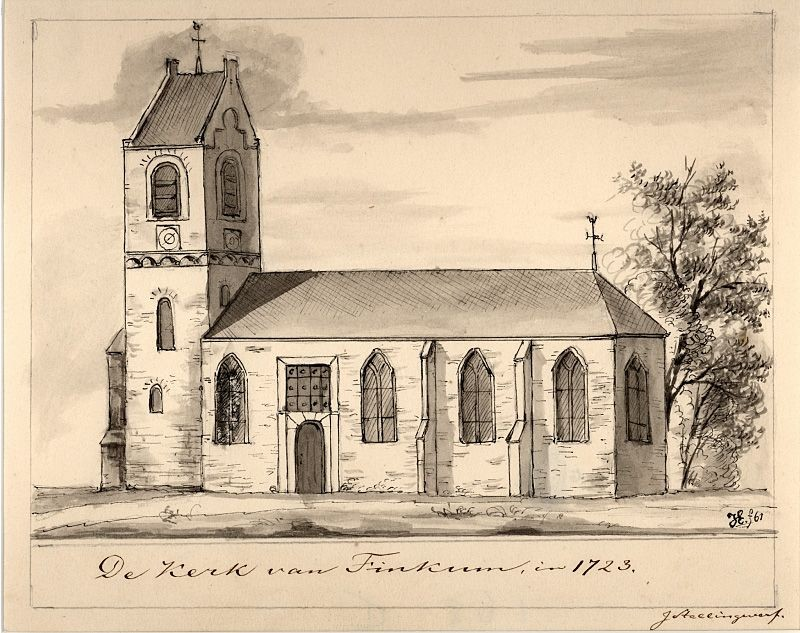
Церква в селі, 1723
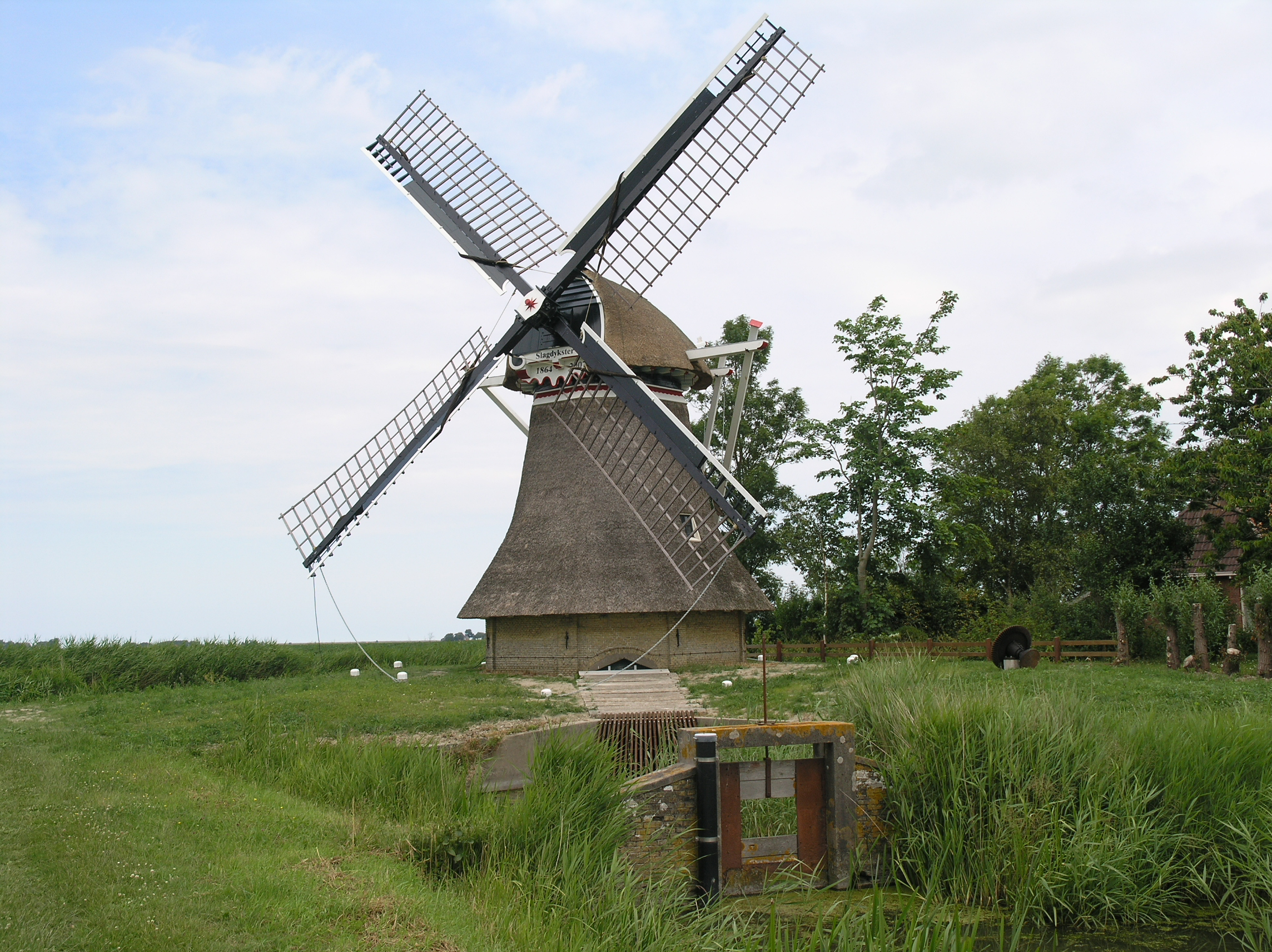
Вітряк у селі
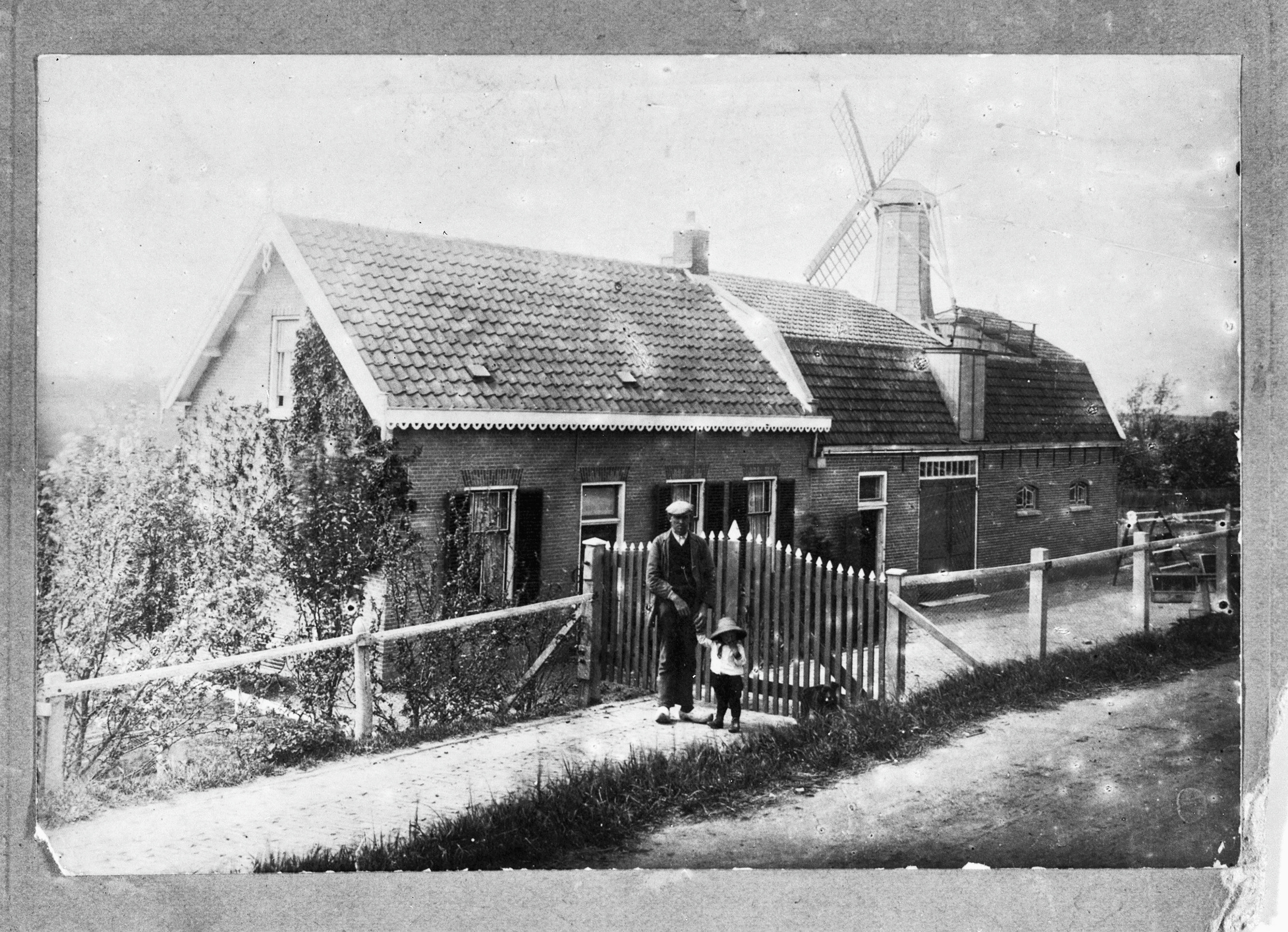
Будинки в селі (1950-1952)
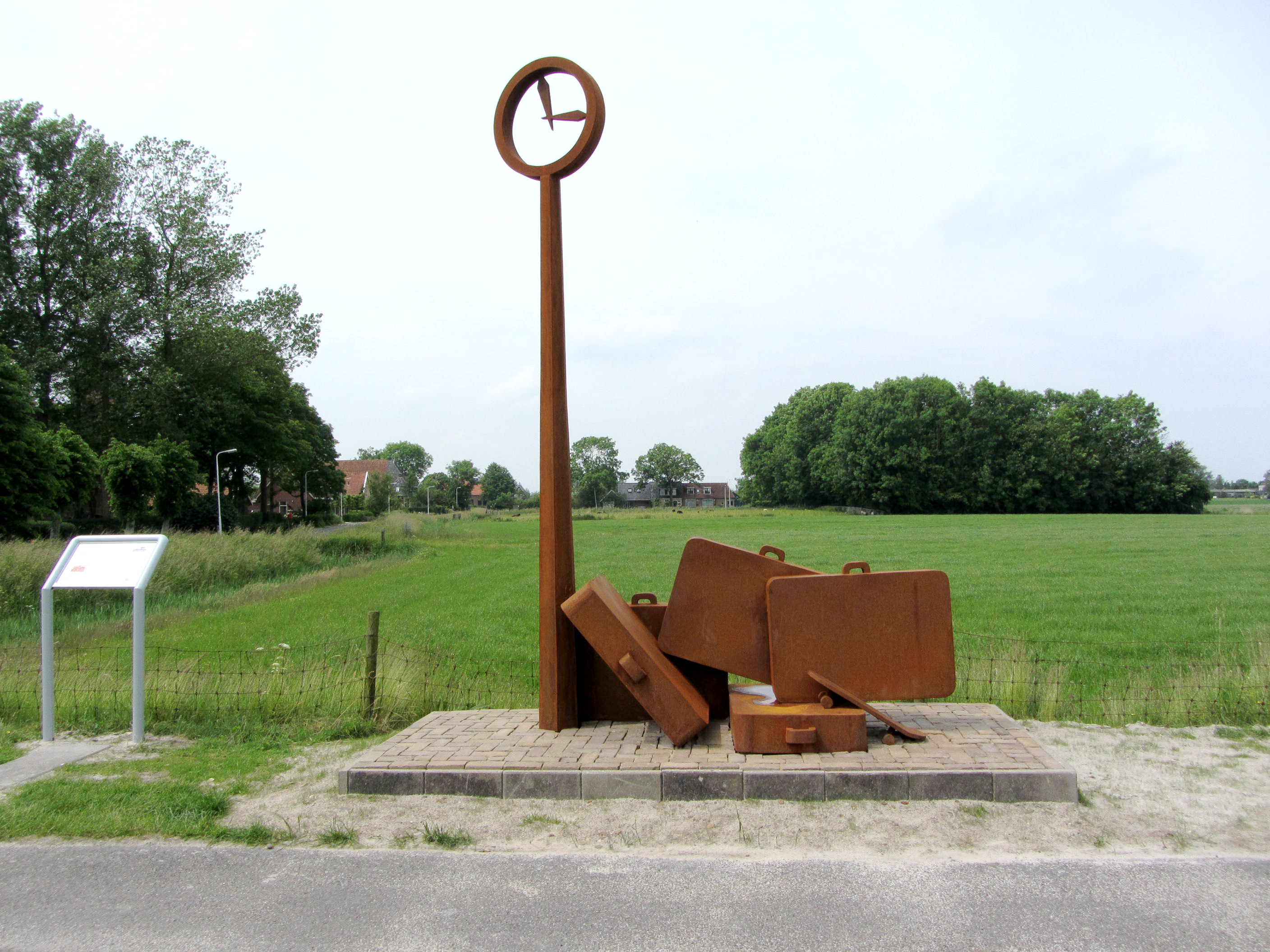
Статуя подоружуючого у часі